# 1973 no Brasil
Esta é uma cronologia dos fatos acontecimentos de ano 1973 no Brasil.

## Incumbente
- Presidente do Brasil -  Emílio Garrastazu Médici (30 de outubro de 1969 - 15 de março de 1974)

## Eventos
- 11 de janeiro: Presidente Emílio Garrastazu Médici sanciona a lei, que institui o Código de Processo Civil Brasileiro.[1]
- 26 de abril: Os presidentes Emílio Garrastazu Médici do Brasil e Alfredo Stroessner do Paraguai, em Brasília, assinam o Tratado de Itaipu para o aproveitamento hidrelétrico conjunto do Rio Paraná.[2]
- 18 de junho: General Ernesto Geisel, presidente da Petrobras, é lançado candidato a presidente do Brasil.[3]
- 11 de julho: O voo RG-820 da Varig faz um pouso forçado devido a fogo num toalete e cai em Paris, França, deixando 122 mortos.[4]

## Nascimentos
- 1 de janeiro: Shelda Bedê, ex-jogadora de vôlei de praia.
- 18 de janeiro: Cláudia Missura, atriz e diretora de teatro.
- 20 de janeiro: Luciano Camargo, cantor.
- 22 de janeiro: Rogério Ceni, ex-futebolista e treinador de futebol
- 27 de janeiro: Cassiane, pastora, cantora e compositora.
- 10 de fevereiro: Sarah Sheeva, pastora, escritora e cantora.
- 11 de março: Samuel Reoli baixista dos Mamonas Assassinas
- 24 de março: Fernandinho (cantor), cantor, compositor e pastor evangélico.
- 2 de abril: Regis Danese, cantor e compositor.
- 10 de abril: Roberto Carlos (futebolista), ex-futebolista.
- 18 de abril: Adriane Galisteu, apresentadora, atriz e modelo.
- 19 de abril: Renata Capucci, jornalista. Antônia Fontenelle: jornalista, youtuber, vlogueira, atriz e apresentadora.
- 26 de maio: Alê Oliveira, comentarista esportivo, ex-jogador, ex-técnico de futsal e ex-repórter de campo.
- 19 de junho: Leticia Spiller, atriz.
- 3 de agosto: Isabel Fillardis, atriz, cantora e ex-modelo.
- 4 de agosto: Marcos Roberto Silveira Reis, ex-futebolista.
- 6 de agosto: Vanessa Gerbelli, atriz e cantora
- 24 de setembro: Scheila Carvalho, cantora, apresentadora e ex-dançarina.
- 26 de setembro: Leandro Hassum, ator, humorista, escritor, produtor, comediante e dublador.
- 20 de outubro: Rodrigo Faro, apresentador, ator e ex-cantor.
- 31 de outubro: Dauri, futebolista. Cristiane Cardoso, escritora, colunista e palestrante.
- 10 de novembro: Ângelo Paes Leme, ator, cantor e compositor.
- 30 de novembro: Angélica (apresentadora), apresentadora e atriz.
- 3 de dezembro: Bruno Campos, advogado e ex-ator.

## Mortes
- 17 de janeiro: Tarsila do Amaral, pintora, desenhista e tradutora (n. 1886).
- 12 de julho: Agostinho dos Santos, cantor e compositor (n. 1932).
- 12 de julho: Jörg Bruder, velejador (n. 1937).
- 12 de julho: Filinto Müller, militar e político (n. 1900)
- 12 de julho: Júlio Delamare, jornalista e locutor esportivo (n. 1928).